# عزلة بني شنيف (ذمار)
عزلة بني شنيف هي إحدى عزل مديرية وصاب العالي في محافظة ذمار اليمنية ويبلغ تعداد سكانها 2820 نسمة حسب التعداد السكاني في اليمن لعام 2004.